# Кубок Ліхтенштейну з футболу 2004—2005
Кубок Ліхтенштейну з футболу 2004—2005 — 60-й розіграш кубкового футбольного турніру в Ліхтенштейні. Титул здобув Вадуц.

## Календар
| Раунд                 | Дата                  | Матчі | Клуби   |
| --------------------- | --------------------- | ----- | ------- |
| Кваліфікаційний раунд | 24 серпня 2004        | 1     | 17 → 16 |
| Перший раунд          | 28 - 29 вересня 2004  | 8     | 16 → 8  |
| 1/4 фіналу            | 20 - 26 жовтня 2004   | 4     | 8 → 4   |
| 1/2 фіналу            | 9 - 10 листопада 2004 | 2     | 4 → 2   |
| Фінал                 | 5 травня 2005         | 1     | 2 → 1   |

## Кваліфікаційний раунд
| Команда 1      | Рахунок | Команда 2     |
| -------------- | ------- | ------------- |
| 24 серпня 2004 |         |               |
| Вадуц III      | 2–3     | Трізенберг II |

## Перший раунд
| Команда 1       | Рахунок         | Команда 2      |
| --------------- | --------------- | -------------- |
| 28 вересня 2004 |                 |                |
| Ешен-Маурен III | 0–9             | Шан            |
| Шан II          | 0–4             | Руггелль       |
| Трізенберг II   | 0–6             | Ешен-Маурен    |
| Бальцерс II     | 1–1 дч пен. 3–0 | Трізен         |
| Трізен II       | 1–5             | Ешен-Маурен II |
| 29 вересня 2004 |                 |                |
| Вадуц-2         | 1–2             | Трізенберг     |
| Руггелль II     | 0–9             | Вадуц          |
| Шан III         | 0–8             | Бальцерс       |

## 1/4 фіналу
| Команда 1      | Рахунок | Команда 2      |
| -------------- | ------- | -------------- |
| 20 жовтня 2004 |         |                |
| Руггелль       | 0–3     | Ешен-Маурен    |
| Бальцерс II    | 1–8     | Вадуц          |
| Трізенберг     | 3–0     | Ешен-Маурен II |
| 26 жовтня 2004 |         |                |
| Шан            | 1–4     | Бальцерс       |

## 1/2 фіналу
| Команда 1         | Рахунок | Команда 2   |
| ----------------- | ------- | ----------- |
| 9 листопада 2004  |         |             |
| Трізенберг        | 2–4     | Ешен-Маурен |
| 10 листопада 2004 |         |             |
| Вадуц             | 5–1     | Бальцерс    |

## Фінал
| 5 травня 2005 |

| Вадуц                                         | 4–1 | Ешен-Маурен |
| --------------------------------------------- | --- | ----------- |
| Манжлович 62' Штоклаза 74' Суміала 88', 90+1' |     | Нігг 45+1'  |

| Райнпарк, Вадуц Глядачів: 1,050 Арбітр: Валеріо Фігаролі (Швейцарія) |